# Abraxas leucaphrodes
Abraxas leucaphrodes är en fjärilsart som beskrevs av Eugen Wehrli 1935. Abraxas leucaphrodes ingår i släktet Abraxas och familjen mätare. Inga underarter finns listade i Catalogue of Life.